# Oren Smadža
Šaj-Oren Smadža (hebrejsky: אורן סמדג'ה; * 20. červen 1970, Izrael) je izraelský judista a bronzový olympijský medailista. Bronzovou medaili vyhrál v roce 1992 na LOH v Barceloně v kategorii 71 kg. Stal se v pořadí druhým Izraelcem, který získal olympijskou medaili.

## Úspěchy
| rok  | soutěž                    | umístění | váhová kategorie               |
| ---- | ------------------------- | -------- | ------------------------------ |
| 1995 | Mistrovství světa v judu  | 2.       | poloviční střední váha (78 kg) |
| 1995 | Mistrovství Evropy v judu | 7.       | poloviční střední váha (78 kg) |
| 1992 | Olympijské hry            | 3.       | lehká váha (71 kg)             |
| 1992 | Mistrovství Evropy v judu | 3.       | lehká váha (71 kg)             |